# 카트린 자코브
카트린 자코브(Catherine Jacob, 1956년 12월 16일 ~ )는 프랑스의 배우이다.

## 출연 작품
- 베이비 범프 (2017)
- 디스 이즈 아워 랜드 (2017)
- 리비드 (2011)
- 로지스 어 크리딧 (2010)
- 하루, 48시간 (2008)
- 딕케넥 (2006)
- 아리스토스 (2006)
- 딸을 찾아서 (2006)
- 르 크리 (2006)
- 카르티에 V.I.P. (2005, Quartier VIP)
- 부크니코프의 방식 (2004)
- 스무살이 되기까지 (2004)
- 밤비를 누가 죽였나? (2003)
- 좋은 걸 어떡해 (2001)
- 네프 므와 (1994)
- 최후의 탈옥 샹떼 (1992)
- 감사한 삶 (1991, Merci la vie)
- 아버지는 나의 영웅 (1991)
- 라이프 이즈 어 롱 콰이어트 리버 (1988)
- 사랑의 아픔 (1987)